# Aston Martin Vanquish
Aston Martin Vanquish — сімейство автомобілів класу гран-турізмо, представлених в 2001 році компанією Aston Martin і вироблялися до 2007 року, коли були заміненим моделлю DBS. 2012 року була представлена модель Vanquish, яка відродила назву моделі 2001 року.

## Перше покоління

### V12 Vanquish

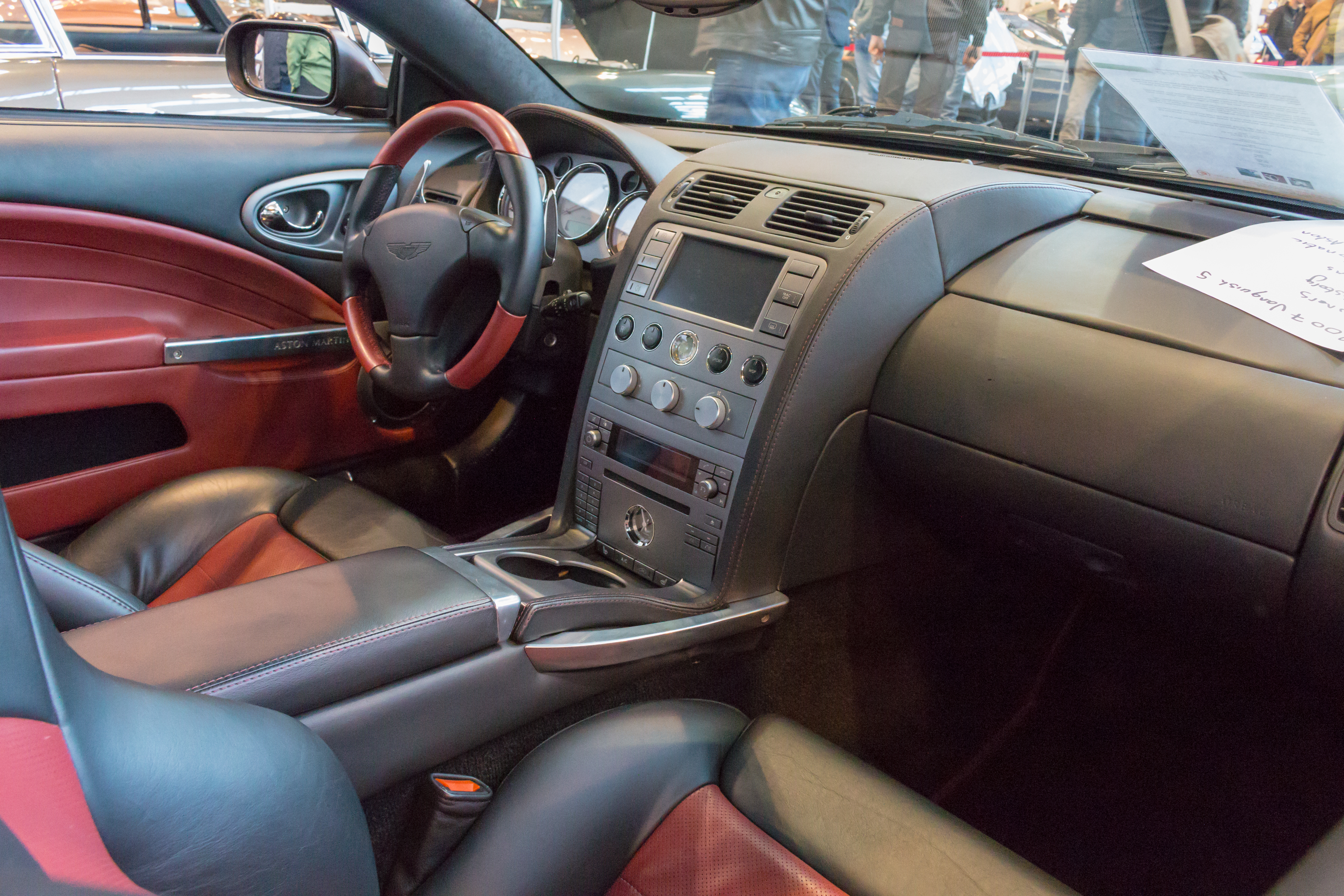

Перше покоління Aston Martin V12 Vanquish, створене дизайнером Ієном Каллумом, представлене на Женевському автосалоні в 2001 році, і випускалось з 2001 по 2005 роки. На автомобіль справив вплив з боку концепту Aston Martin Project Vantage Concept, який дебютував з двигуном V12 на Північноамериканському міжнародному автосалоні в січні 1998 року. В екстер'єрі має невелику подібність з попередньою моделлю, DB7 Vantage.
Шасі мало жорстку конструкцію, завдяки використанню алюмінієво-вуглепластикового композиту. 6-літровий, 48-клапанний двигун V12 під кутом 60° виробляє 460 к. с. і 540 Нм крутного моменту. Потужність подається за допомогою 6-ступеневої електрогідравлічної КПП на задній привід. Стандартна модель оснащалась 355 мм вентильованими гальмівними дисками з 4 поршневими супортами спереду, ABS з електронним розподілом гальмівного підсилення. Купе пропонувалось в 2 версіях: 2- і 4-місне.
Був офіційним автомобілем Джеймса Бонда в фільмі «Помри, але не зараз». Також мав 2 концепти, представлених в 2004 році в автосалоні в Женеві, кабріолет Zagato Roadster і Bertone Jet 2 шутінг-брейк.

### Vanquish S

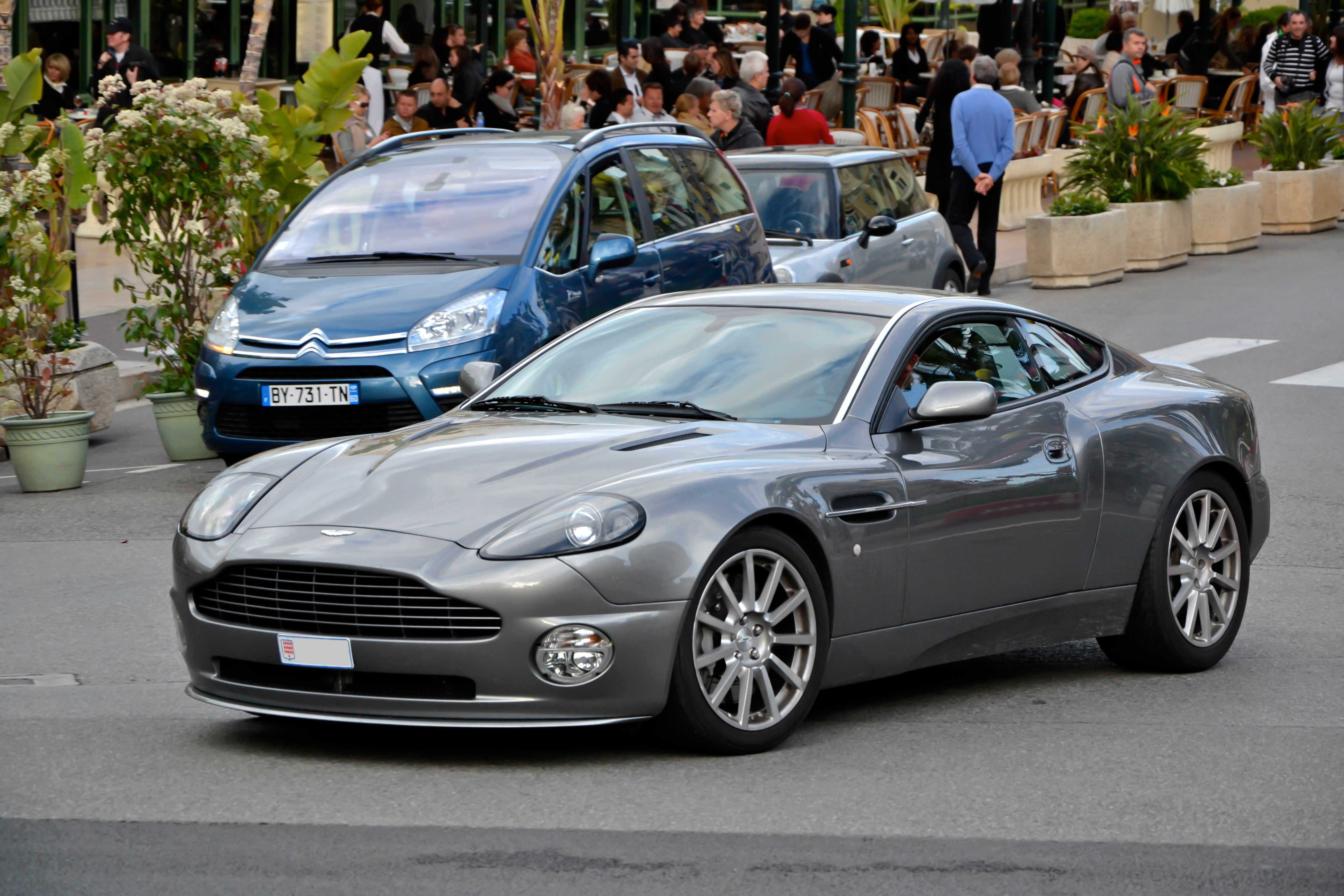
Aston Martin Vanquish S

В 2004 році на Паризькому автосалоні була представлена потужніша версія Aston Martin Vanquish S з потужнішим двигуном 6,0 л V12, доробленою аеродинамікою, змінами в підвісці й салоні.

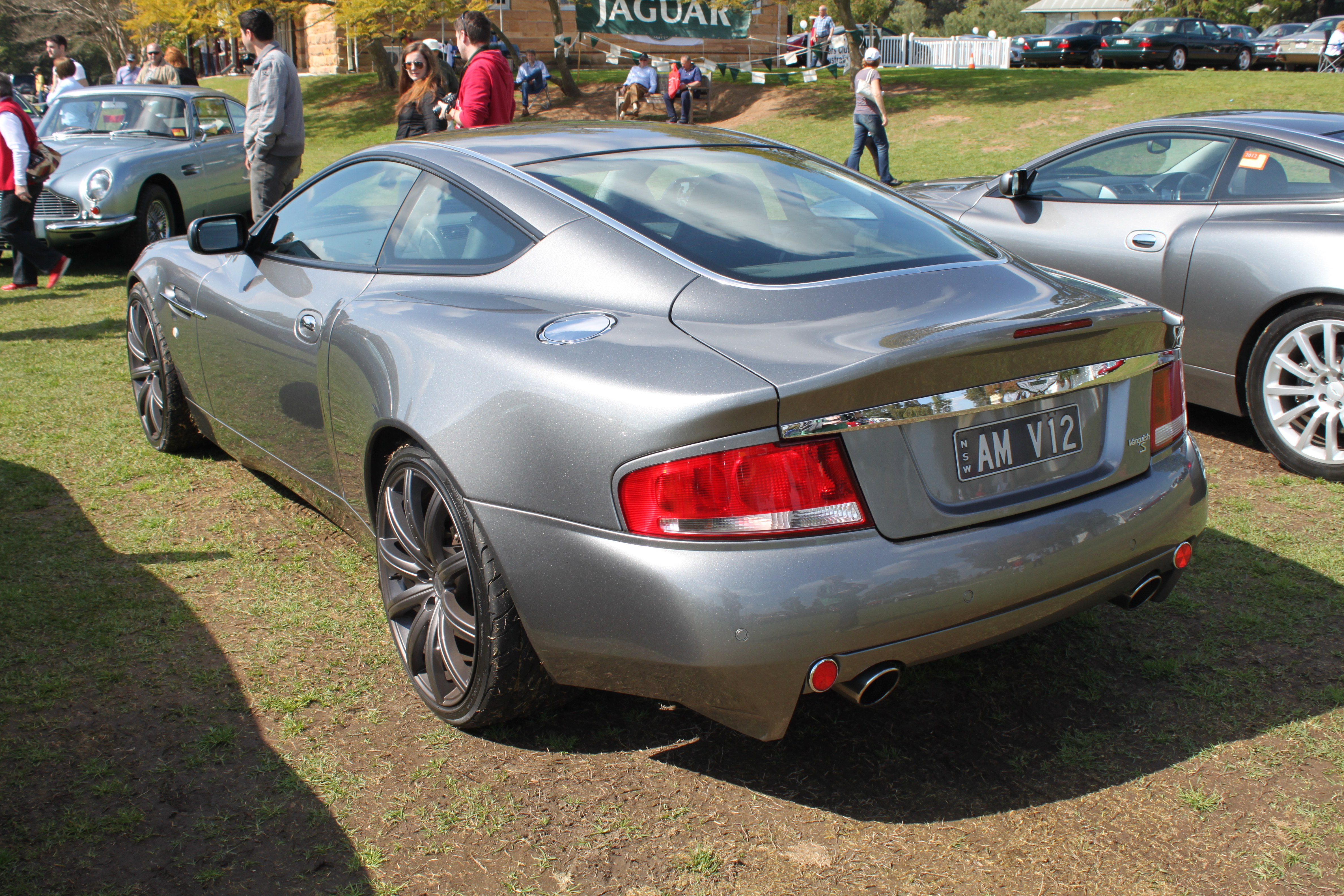
Aston Martin Vanquish S

Потужність зросла до 520 к. с. Зміни торкнулись не лише двигуна, але й зовнішнього вигляду, нова форма носа і спліттер в передній частині, при цьому знизився лобовий спротив до 0.32 (0.33 в стандартної моделі), колеса більшого діаметру, задня кришка багажника з невеликим спойлером і значком Vanquish S. Діаметр гальмівних дисків збільшився до 378 мм з 6 поршневими супортами для передніх коліс і 330 мм диски для задніх.
Всього за 6 років було вироблено 1492 Vanquish і 1086 Vanquish S. Виробництво автомобіля закінчилось версією Vanquish S Ultimate Edition, яких виготовили всього в 50 одиницях, кузов пофарбували в чорний колір "Ultimate Black", оновлений інтер'єр і невеликі зміни.
V12 Vanquish, маючи максимальну швидкість 321 км/год., був найшвидшим серійним автомобілем компанії, аж до 2013 року, поки не з'явився V12 Vantage S. 2007 року Vanquish S і V12 Vanquish були замінені на модель DBS в 2007 році.

### Двигуни
- 5.9 L AM03 V12 460 к.с. 542 Нм (Vanquish)
- 5.9 L AM06 V12 520 к.с. 576 Нм (Vanquish S)[

## Друге покоління

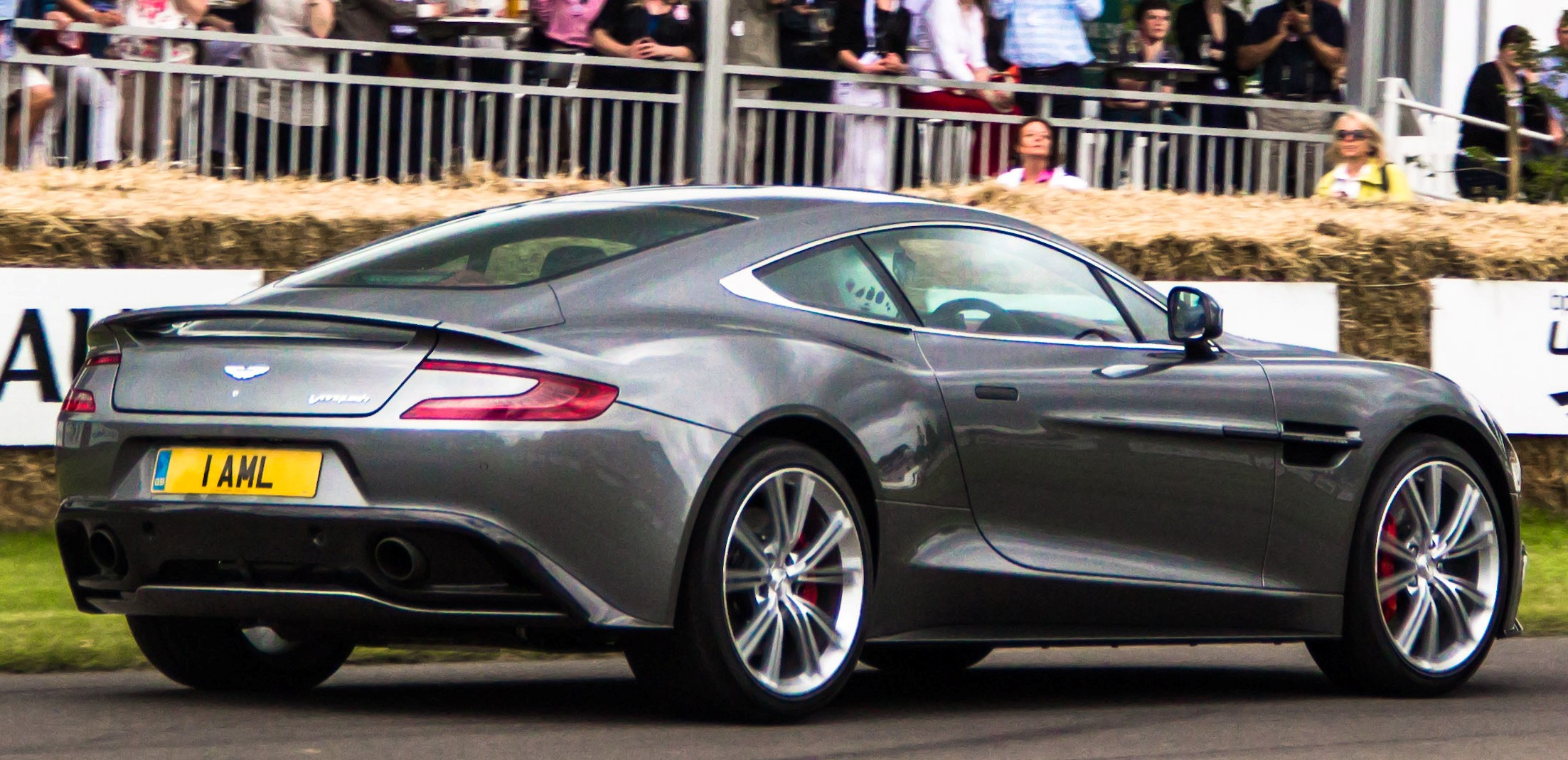
Aston Martin Vanquish

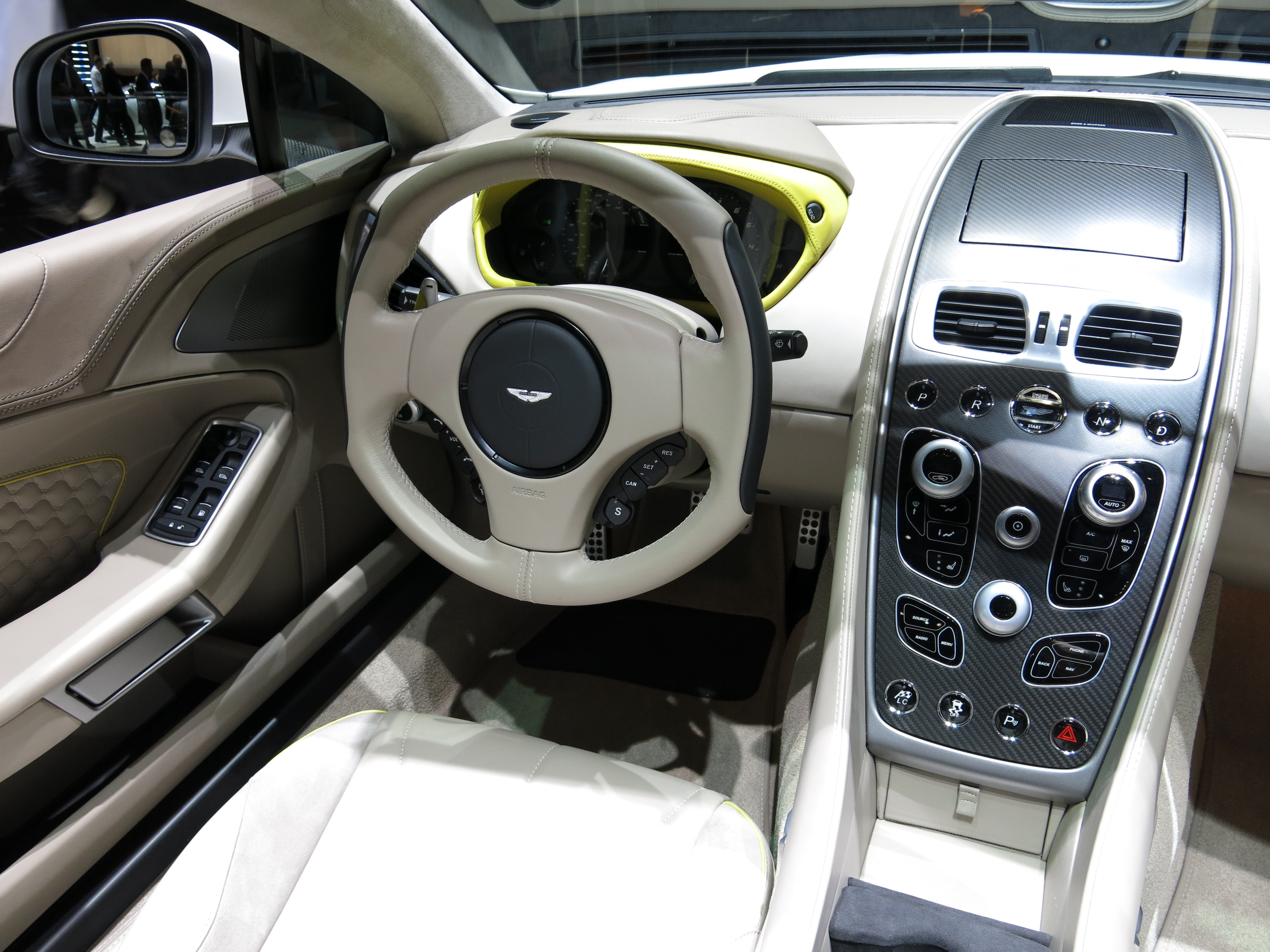

Aston Martin представив Project AM310 Concept на Concorso d'Eleganza в Villa D'Este на березі озера Комо, Італія. Концепт-кар показав, як буде виглядати майбутній наступник DBS. Aston Martin пізніше оголосив, що концепт буде запущено у виробництво під назвою Aston Martin Vanquish.
Зовнішній стиль Vanquish являє собою еволюцію DBS, натхненний One-77. Кришка багажника включає в себе інтегрований задній спойлер, це було зроблено за наказом головного виконавчого директора Aston Martin д-ра Ульріха Беца. Кузов автомобіля виготовлений з вуглецевого волокна. Vanquish використовує нове шасі VH 4-го покоління  шасі, яке легше і містить більше вуглецевого волокна, ніж шасі VH 2-го покоління, що використовувалось в DBS.
Автомобіль пропонує новий інтер'єр створений на основі ексклюзивного Aston Martin One-77. Стандартний інтер'єр оброблений шкірою і алькантарою доступні в різних кольорах. Центральна консоль включає в себе поліпшену інформаційно-розважальну систему. Автомобіль доступний або у вигляді 2-місного або 2+2 купе.
Vanquish використовує оновлену версію флагманського двигуна Aston Martin V12 потужністю 573 к.с. (421 кВт) при 6750 оборотах на хвилину і крутним моментом в 620 Нм при 5500 оборотах на хвилину. Як і більшість Астон Мартінів, двигун розташований попереду за передньою віссю, а крутний момент від нього передається на задні колеса. Він використовує вихлопну систему з нержавіючої сталі з каталізатором. Vanquish використовує оновлену автоматичну коробку передач touchtronic2 передач.
Постачання повинні початися в Європі наприкінці 2012 року.

### Двигуни
5.9 L Aston Martin V12 573 к.с. при 6750 об/хв 620 Нм при 5500 об/ха

## Третє покоління (2024–)

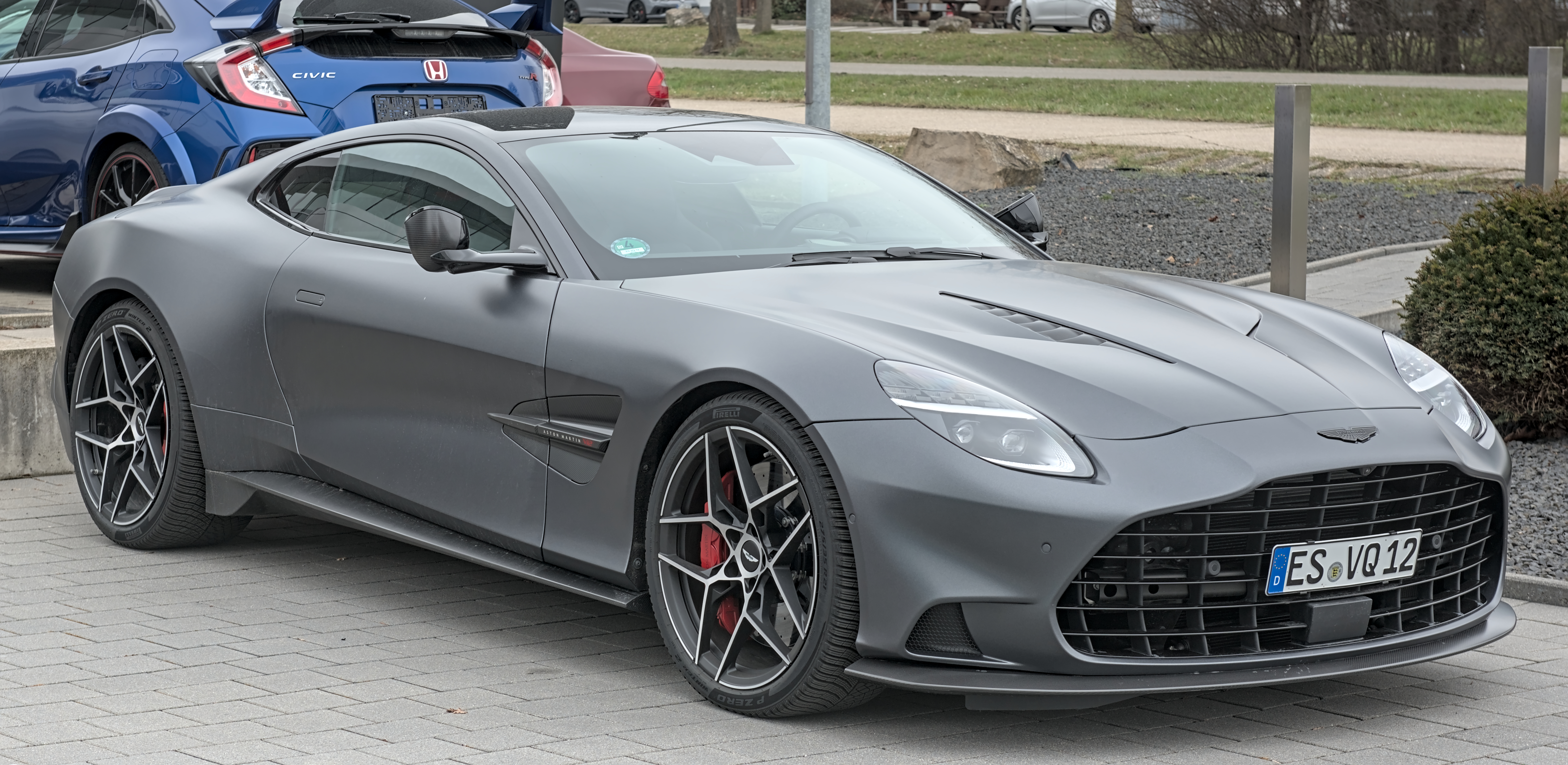
Aston Martin Vanquish

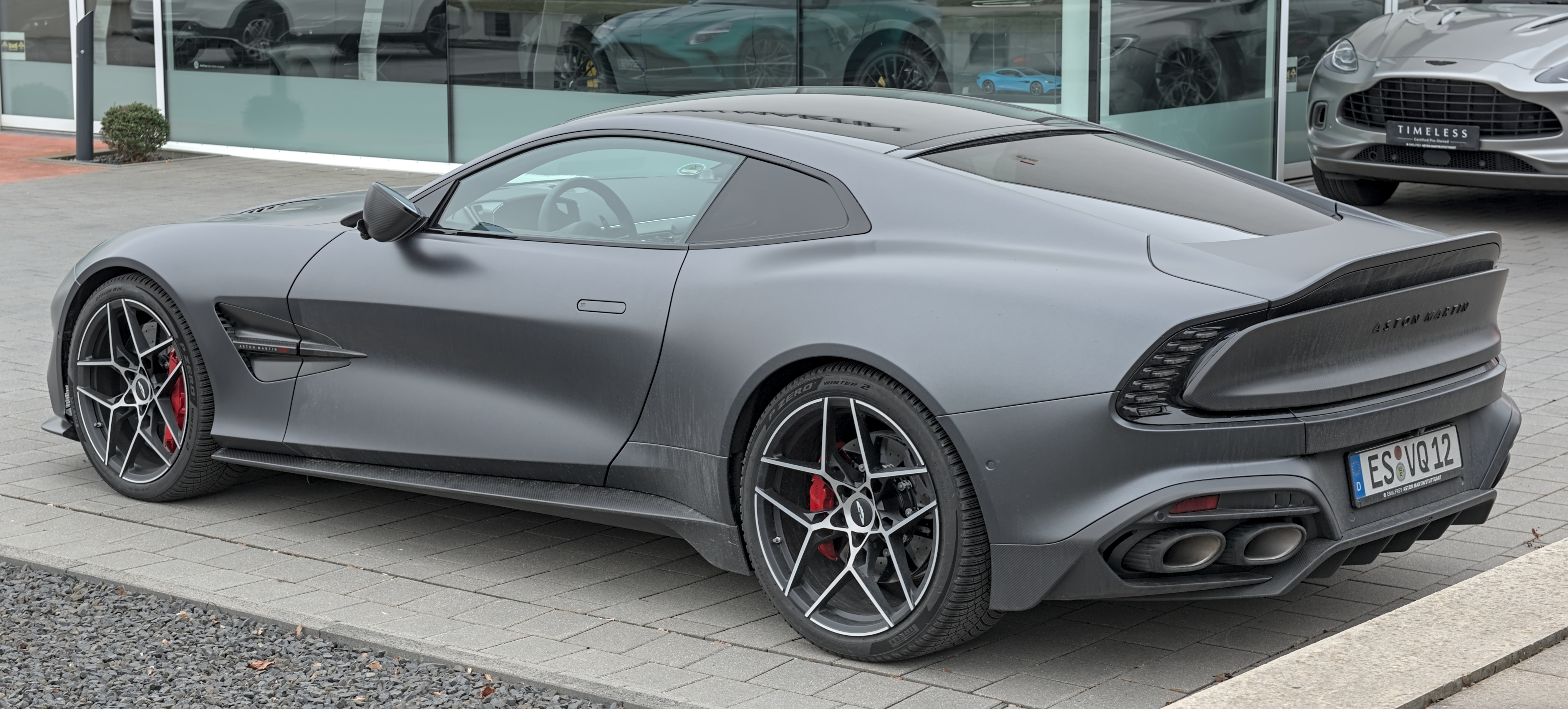

2 вересня 2024 року компанія Aston Martin представила третє покоління Vanquish, оснащене 5,2-літровим двигуном V12 з подвійним турбонаддувом, який дебютував у DB11 у 2016 році, і тепер розвиває 835 к.с. і 1001 Нм крутного моменту. Суха вага автомобіля становить 1774 кг. Vanquish третього покоління розганяється від 0 до 100 км/год за 3,3 секунди, а його максимальна швидкість становить 344 км/год. Vanquish третього покоління випускатиметься менше ніж 1000 одиниць на рік, а перші поставки заплановано на кінець 2024 року.

### Двигуни
5.2 L AE31 twin-turbo V12 835 к.с. при 6500 об/хв 1001 Нм при 2500–5000 об/ха

## Використання в медіа
Вперше в кіно його показали у фільмі про британського агента 007 "Помри, але не зараз", де він зіграв роль автомобіля Бонда.